# Willem Weijs
Willem Weijs (Broekhuizenvorst, 19 februari 1987) is een Nederlandse voetbalcoach, werkzaam als trainer van Jong Ajax.

## Carrière
Weijs heeft zelf nooit een professionele carrière als profspeler gehad. Hij studeerde in 2016 af als Master in Coaching aan het Johan Cruyff Institute en heeft een UEFA Pro Licence-diploma. 
Hij is een bewonderaar van Pep Guardiola. Zijn visie van voetbal is aanvallend, dominant en verzorgd spel; talent ontwikkelen en zo snel mogelijk laten doorgroeien naar het eerste elftal ondanks dit ten koste kan gaan van resultaten bij de jeugd. Zijn eigen uitgebouwde videobibliotheek dient om spelers te demonstreren hoe ze moeten reageren in bepaalde situaties. Weijs staat bekend als een goede people manager.
Op zijn twintigste kreeg Weijs zijn kans bij de academie van PSV. Hij was er zes jaar lang actief als jeugdcoach van de U10 en als techniektrainer. 
In 2013 ging hij naar Ajax, waar hij vier jaar lang dezelfde functie vervulde.
Bij NAC Breda werd Weijs vanaf 2017 achtereenvolgens hoofdcoach van de U19 en U21; en in 2019 assistent-coach van de A-kern. In januari 2020 leidde hij als interim-coach ook vier wedstrijden van het eerste elftal.
In juli 2020 koos Weijs voor een functie als hoofdtrainer van de beloften van Willem II en assisteerde er bij de hoofdmacht.
Eind september 2021 vervoegde Weijs de sportieve staf van RSC Anderlecht als assistent-coach om er het recente vertrek van assistent-coaches Craig Bellamy en Aaron Danks mee te helpen opvangen. Voor het seizoen van 2022/23 maakte Weijs de overstap van Anderlecht naar Lommel SK om daar ook de rol van assistent trainer te vervullen.
Op 26 juni 2023 werd Weijs aangesteld als hoofdtrainer van FC Eindhoven, waarbij hij een contract voor twee seizoen tekende met een optie voor één extra seizoen.
In juli 2024 keerde Weijs terug naar Ajax en werd hij aangesteld als trainer van het U19-elftal van de club. Een jaar later stroomde hij door naar Jong Ajax.